# Лукашёвский сельский совет (Запорожский район)
Лукашёвский сельский совет (укр. Лукашівська сільська рада) — входит в состав
Запорожского района
Запорожской области
Украины.
Административный центр сельского совета находится в 
с. Лукашёво.

## Населённые пункты совета
- с. Гурского
- с. Лукашёво
- с. Привольное
- с. Приднепровское